# Rimae Fresnel
Die Rimae Fresnel ist eine 90 km lange bogenförmige Klippe auf dem Erdmond, zwischen Mare Serenitatis und Palus Putredinis, südöstlich des Kraters Autolycus auf den selenografischen Koordinaten 28.0° N, 4.0° O. 
Wie das nahegelegene Promontorium Fresnel wurde sie zu Ehren des Mathematikers Augustin Jean Fresnel benannt.